# 牛蹄钟螺
牛蹄钟螺（学名：Tectus niloticus），是原始腹足目钟螺科Tectus的一种。主要分布于新加坡、马来西亚、印度尼西亚、中国大陆、台湾，常栖息在低潮线至潮下线水深10米。